# Караулов, Александр Викторович
Алекса́ндр Ви́кторович Карау́лов (род. 11 мая 1953, Серов) — советский и российский иммунобиолог, заведующий кафедрой клинической иммунологии и аллергологии Первого МГМУ им. И.М. Сеченова с 1990 г., заведующий лабораторией иммунопатологии, академик РАН (2016). Лауреат премии Москвы в области медицины (2009 и 2025 гг.), премий Правительства РФ в области образования (2012) и в области науки и техники (2017), премии имени И. И. Мечникова РАН (2020), награжден орденом Пирогова (2023), лауреат премии имени академика Р.М. Хаитова (2024).

## Биография
Окончил Свердловский медицинский институт (1976), доктор медицинских наук (1988), профессор (1991), член-корреспондент РАМН (2004), член-корреспондент РАН (2014), академик РАН (2016), Заслуженный деятель науки РФ (1999);
- 1976—1979 — аспирант Всесоюзного онкологического центра АМН СССР;
- Кандидат медицинских наук с 1979 г.;
- 1980—1985 — старший научный сотрудник, заведующий отделом Института экспериментальной патологии Минмедпрома СССР;
- 1982—1988 — научный руководитель ЦКБ IV Главного управления при МЗ РСФСР, главный специалист по клинической иммунологии и аллергологии IV Главного управления МЗ РСФСР;
- Доктор медицинских наук с 1988 г.;
- 1986—1988 — заведующий отделом Института прикладной молекулярной биологии МЗ СССР;
- 1988—1990 — заместитель директора Института иммунологии МЗ СССР, руководитель Центра по предупреждению и борьбе со СПИДом;
- 1991—1993 — директор Института биомедицинских исследований и терапии Всесоюзного научного центра молекулярной диагностики и лечения МЗ СССР.
- 1990—по наст. время — заведующий кафедрой[1] клинической иммунологии и аллергологии Первого МГМУ имени И. М. Сеченова.

Член редакционной коллегии журнала "Иммунология". Заместитель председателя специализированного диссертационного совета, член Президиума ВАК РФ . Является заместителем руководителя секции медико-биологических наук Отделения медицинских наук РАН, экспертом РАН, РНФ, Минобрнауки, членом секции по присуждению премий Правительства в области науки и техники . Под его руководством защищено 18 докторских и 30 кандидатских диссертаций, он руководит научной школой по иммунологии, отмеченной грантом Президента Российской Федерации , грантом Сеченовского Университета и грантом РНФ по проведению исследований научными лабораториями мирового уровня. А.В. Караулов является победителем открытого конкурса Совета ректоров медицинских вузов страны "Лучший преподаватель медицинского вуза" в номинации "За подготовку научно-педагогических кадров" и ежегодной премии в сфере медицинского и фармацевтического образования в номинации "За лучшее учебное издание в 2015 году".

## Награды и заслуги
А.В. Караулов - председатель комиссии здравоохранения Российской ассоциации содействия ООН. В качестве советника и эксперта А.В. Караулов входил в состав российских делегаций на исполкомах, генассамблеях, комитетах ВОЗ. Он активно участвует в работе международных форумов и съездов, был представителем стран Восточной Европы в комитете ВОЗ/ЮНФПА/ЮНИСЕФ. А.В. Караулов является почетным профессором ряда университетов , отмечен высшим знаком Первого МГМУ имени И.М. Сеченова "За заслуги перед Первым МГМУ" , удостоен звания "Заслуженного профессора Сеченовского университета", имеет ведомственные награды ("Отличник здравоохранения", "За заслуги перед отечественным здравоохранением", "250 лет МИД России", грамоты Минздрава, РАМН, РАН, ВАК РФ), а также медали и дипломы общественных академий и научных обществ.
Научные заслуги A.В. Караулова были отмечены на государственном уровне рядом правительственных наград, в числе которых медаль ордена "За заслуги перед Отечеством" II степени, орден Почета, звание "Заслуженный деятель науки РФ", медаль "850 лет Москвы". А.В. Караулов - лауреат премии Москвы в области медицины (2009 и 2025 гг.), премии Правительства Российской Федерации в области образования (2012 г.) , премии Правительства Российской Федерации в области науки и техники (2017 г.) , премии имени И.И. Мечникова РАН (2020 г.) , награжден орденом Пирогова (2023), лауреат премии имени академика Р.М. Хаитова (2024).